# Taifa
| ←Califado de Córdova ←Califado Almóada | Reino das Astúrias→ |

O termo taifa, no contexto da história ibérica, refere-se a um principado muçulmano independente, um emirado ou pequeno reino existente na Península Ibérica (o Alandalus) após o a derrocada do califa Hixame II (da dinastia omíada) e a abolição do Califado de Córdova em 1031.
O termo deriva da expressão árabe muluk at-ta'waif, «os reis das facções» (simplificada em ta'waif, donde a facção, o reino). As taifas ibéricas foram até trinta e nove pequenos reinos (ملوك الطوائف). Posteriormente, após o enfraquecimento dos almorávidas e dos almóadas, surgiram os chamados segundos (1144 e 1170) e terceiros reinos de taifas, alguns dos quais duraram até ao século XIII.

## Primeiros reinos de taifas
Com a guerra civil no Alandalus, desde que o califa Hixame II foi obrigado a abdicar em 1009, até a abolição formal do califado em 1031 sucedem-se no trono de Córdova nove califas, das dinastias omíada e hamúdida, no meio de uma anarquia total que se reflete na independência paulatina das taifas de Almeria, Múrcia, Alpuente, Arcos de la Frontera, Badajoz, Carmona, Denia, Granada, Huelva, Morón, Silves, Toledo, Tortosa, Valência e Saragoça. Quando o último califa foi deposto e proclamada a república em Córdova, todas as coras (províncias) de Alandalus que ainda não o tinham feito autoproclamam-se independentes, regidas por clãs árabes, berberes ou eslavos.
As razões encontravam-se em problemas profundos. Por um lado, as lutas pelo trono do califado não faziam senão reproduzir as lutas internas que sempre assolaram o emirado e o califado por causas raciais (árabes, berberes, muladis ou eslavos, escravos livres de origem centro-europeia ou do norte peninsular). Também influíam a maior ou menor presença populacional moçárabe, a ânsia independentista das áreas com maiores recursos econômicos, bem como a agoniante pressão fiscal necessária para financiar o custo dos esforços bélicos.
Cada taifa foi identificada a princípio com uma família, clã ou dinastia. Assim surgem a taifa dos amíridas (descentes de Almançor) em Valência; a dos tuíbidas em Saragoça; a dos aftácidas em Badajoz; a dos birzálidas em Carmona; a dos zíridas em Granada; a dos hamádidas em Algeciras e Málaga; e a dos abádida em Sevilha. Com o passo dos anos, as taifas de Sevilha (que conquistara toda a Andaluzia ocidental e parte da oriental), Badajoz, Toledo e Saragoça, constituíam as potências islâmicas peninsulares.
Durante o apogeu dos reinos de taifas (século XI e depois em meados do século XII), os reis das taifas competiram entre si não somente militarmente, senão sobretudo em prestígio. Para isso, visaram patrocinar os mais prestigiosos poetas e artesãos.
Contudo, a desagregação do califado em múltiplas taifas, as quais podiam quer se subdividir ou se concentrar com o passar do tempo; isto fez evidente que somente um poder político centralizado e unificado podia resistir o avanço dos reinos cristãos do norte. Carecendo das tropas necessárias, as taifas contratavam mercenários para lutar contra os seus vizinhos ou para se opor aos reinos cristãos do norte. Até mesmo guerreiros cristãos, como o próprio El Cid, serviram aos reis muçulmanos, lutando até mesmo contra outros reis cristãos. Contudo, isto não foi suficiente e os reinos cristãos aproveitariam a divisão muçulmana e a debilidade de cada taifa individual para as subjugar. A princípio a submissão era unicamente econômica, forçando as taifas a pagarem um tributo anual, as parias, aos monarcas cristãos. Contudo, a conquista de Toledo em 1085 por parte de Afonso VI de Leão fez palpável que a ameaça cristã podia acabar com os reinos muçulmanos da Península. Ante tal ameaça, os reis das taifas pediram ajuda ao emir almorávida do norte da África, Iúçufe ibne Taxufine, o qual passou o estreito e não somente derrotou o rei leonês na batalha de Zalaca (1086), senão que conquistou progressivamente todas as taifas.

## Lista de taifas
- Albarracín: 1011-1104 (Almorávidas)
- Algeciras: 1035-58 (para Sevilha)
- Almeria: 1011-91 (Almorávidas); 1145-47 (para Castela por um curto período, e depois para os Almóadas)
- Alpuente: 1009-1106 (Almorávidas)
- Arcos: 1011-91 (Almorávidas); 1143 (Almóadas)
- Badajoz: 1009-1094 (Almorávidas); 1145-50 (Almóadas)
- Baeza: 1224-26 (Castela)
- Maiorca: 1076-1116 (Almorávidas)
- Beja e Évora: 1114-50 (Almóadas)
- Carmona: 1013-91 (Almorávidas); parece ter existido um segundo período;
- Ceuta: 1061-1084 (Almorávidas)
- Constantina e Hornachuelos: data e destino indeterminados
- Córdova (organizada como república): 1031-91 (para Sevilha)
- Dénia: 1010/12-76 (para Saragoça); 1224-1227 (Almóadas?)
- Granada (Garnata): 1013-90 (Almorávidas); 1145 (Almorávidas?); 1237-1492 (nacéridas: no último período não é, geralmente, considerado taifa; para Castela); 1568-71 (rebelião de Las Alpujarras após os trajes árabes e muçulmanos serem proibidos, foram apontados dois reis sucessivos pelos rebeldes)
- Guadix e Baza: 1145-51 (para Múrcia)
- Xaém: 1145-1159 (para Múrcia); 1168 (Almóadas)
- Jérica: data e destino indeterminados
- Lisboa: 1022-1025 (para Badajoz)
- Lorca: 1051-91 (Almorávidas); 1240-65 (Castela)
- Málaga: 1026-57/58 (Granada); 1073-90 (Almorávidas); 1145-53 (Almóadas)
- Menorca: 1228-87 (Aragão)
- Mértola: 1033-91 (Almorávidas); 1144-45 (para Badajoz); 1146-51 (Almóadas)
- Molina: ?-1100 (Aragão)
- Morón: 1013-66 (Sevilha)
- Múrcia: 1011/12-65 (Valência); 1065-78 (Sevilha); 1145 (Valência); 1147-72 (Almóadas); 1228-66 (Castela)
- Murviedro e Sagunto: 1086-92 (Almorávidas)
- Niebla: 1023/24-91 (Sevilha); 1145-50? (Almóadas); 1234-62 (Castela)
- Orihuela: 1239/40-49/50 (para Múrcia ou Castela)
- Purchena: data e destino indeterminados
- Ronda: 1039/40-65 (Sevilha); 1145 (Almorávidas)
- Saltés e Huelva: 1012/13-51/53 (Sevilha)
- Algarve: 1018-51 (Sevilha)
- Santarém: ?-1147 (Portugal)
- Saragoça: 1013-46 (dividida depois em estados menores ); 1046-1110 (Almorávidas); continuidade em Rueda até 1030 (para Aragão)
- Segorbe: data e destino indeterminados
- Segura: 1147-? (destino desconhecido)
- Sevilha: 1023-91 (Almorávidas)
- Silves: 1040-63 (Sevilha); 1144-55 (Almóadas)
- Tavira: data e destino indeterminados
- Tejada: 1145-50 (Almóadas)
- Toledo: 1010/31-85 (Castela)
- Tortosa: 1039-60 (para Saragoça); 1081/82-92 (para Dénia)
- Valência: 1010/11-94 (para El Cid, vassalo de Castela); 1145-72 (Almóadas); 1228/29-38 (para Aragão)